# Australia ai Giochi della XI Olimpiade
L'Australia partecipò ai Giochi della XI Olimpiade, svoltisi a Berlino, Germania, dal 1º al 16 agosto 1936, con una delegazione di 32 atleti impegnati in sette discipline.

## Medaglie
| Medaglia | Atleta        | Sport            | Evento       |
| -------- | ------------- | ---------------- | ------------ |
| Bronzo   | Jack Metcalfe | Atletica leggera | Salto triplo |